# Kæft, trit og retning
Kæft, trit og retning er en amerikansk film fra 1990 af Martin Sheen.

## Medvirkende
- Charlie Sheen som Pvt. Franklin Fairchild Bean
- Martin Sheen som MSgt. Otis V. McKinney
- Larry Fishburne som Roosevelt Stokes
- Michael Beach som Webb
- James Marshall som Harold Lamar
- Ramon Estevez som Gerald Gessner
- Blu Mankuma som Bryce
- Harry Stewart som Harry 'Sweetbread' Crane
- John Toles-Bey som Lawrence